# Maksym Marczenko
Maksym Michajłowicz Marczenko (ukr. Максим Михайлович Марченко, ur. 10 lutego 1983 w Słowiańsku) – ukraiński wojskowy, dowódca brygady i samorządowiec, od 2022 roku gubernator obwodu odeskiego.

## Życiorys
W 2005 roku ukończył studia w Instytucie Sił Pancernych w Charkowie. Służbę wojskową rozpoczął jako dowódca plutonu w 92. Brygadzie Zmechanizowanej. Został także zastępcą dowódcy tejże brygady. Od 2015 do 2017 roku był dowódcą 24. Samodzielnego Batalionu Szturmowego Aidar, wraz z którym brał udział w walkach na wschodzie Ukrainy. W maju 2018 roku minister obrony Ukrainy Stepan Połtorak powołał go na stanowisko dowódcy odeskiej 28. Brygady Zmechanizowanej. Stanowisko to pełnił do sierpnia 2021 roku, kiedy to rozpoczął dalsze studia na Akademii Obrony Narodowej im. Iwana Czerniachowskiego.

### Kariera samorządowa
2 marca 2022 roku dekretem nr 90/2022 prezydent Wołodymyr Zełenski powołał Marczenkę na stanowisko gubernatora Odessy. Zastąpił na tej funkcji odwołanego wcześniej Siarhieja Hryneweckiego.

## Odznaczenia i wyróżnienia
- Order Bohdana Chmielnickiego II klasy[1]